# ویل چمپیون
ویلیام چمپیون (به انگلیسی: William Champion)
(۳۱ ژوئیه ۱۹۷۸ در ساوتهمپتون) درامر گروه کلدپلی است.او در سال 1998 به این گروه پیوسته است اما به دلیل درگیری با کریس مارتین از گروه جدا شد ولی پس از مدتی کوتاه به گروه بازگشت.او بر ساز های گیتار و ویالون تسلط دارد اما او کارخود را با درام در گروه آغاز کرد و خیلی زود درام را فراگرفت.